# 1124

سنة 1124 كانت سنة كبيسة تبدأ يوم الثلاثاء حسب التقويم اليولياني.

## أحداث
- تأسيس مدينة غالواي وتقع حاليا في جمهورية أيرلندا.

## مواليد
- المستنجد بالله الخليفة العباسي. (توفي 1170 م).

## وفيات
- إبراهيم المقدسي
- حسن الصباح